# 六郷橋駅
六郷橋駅（ろくごうばしえき）は、かつて神奈川県川崎市川崎区の京浜急行電鉄大師線京急川崎駅 - 港町駅間に存在した駅。

## 地理
1926年からの駅は、国道15号の六郷橋の川崎側の辺りにあった。現在は、六郷橋への歩行者および自転車用階段に並行する堤防への通路の下辺りにある。また、付近にある電柱には川崎宿の史跡の一つとして大師電気鉄道六郷橋停留所跡という説明があるが、実際に確認できるのは1899年に大師電気鉄道によって開業された六郷橋駅ではなく、京浜電気鉄道になってから1926年に移設された六郷橋駅の跡である。

## 駅構造

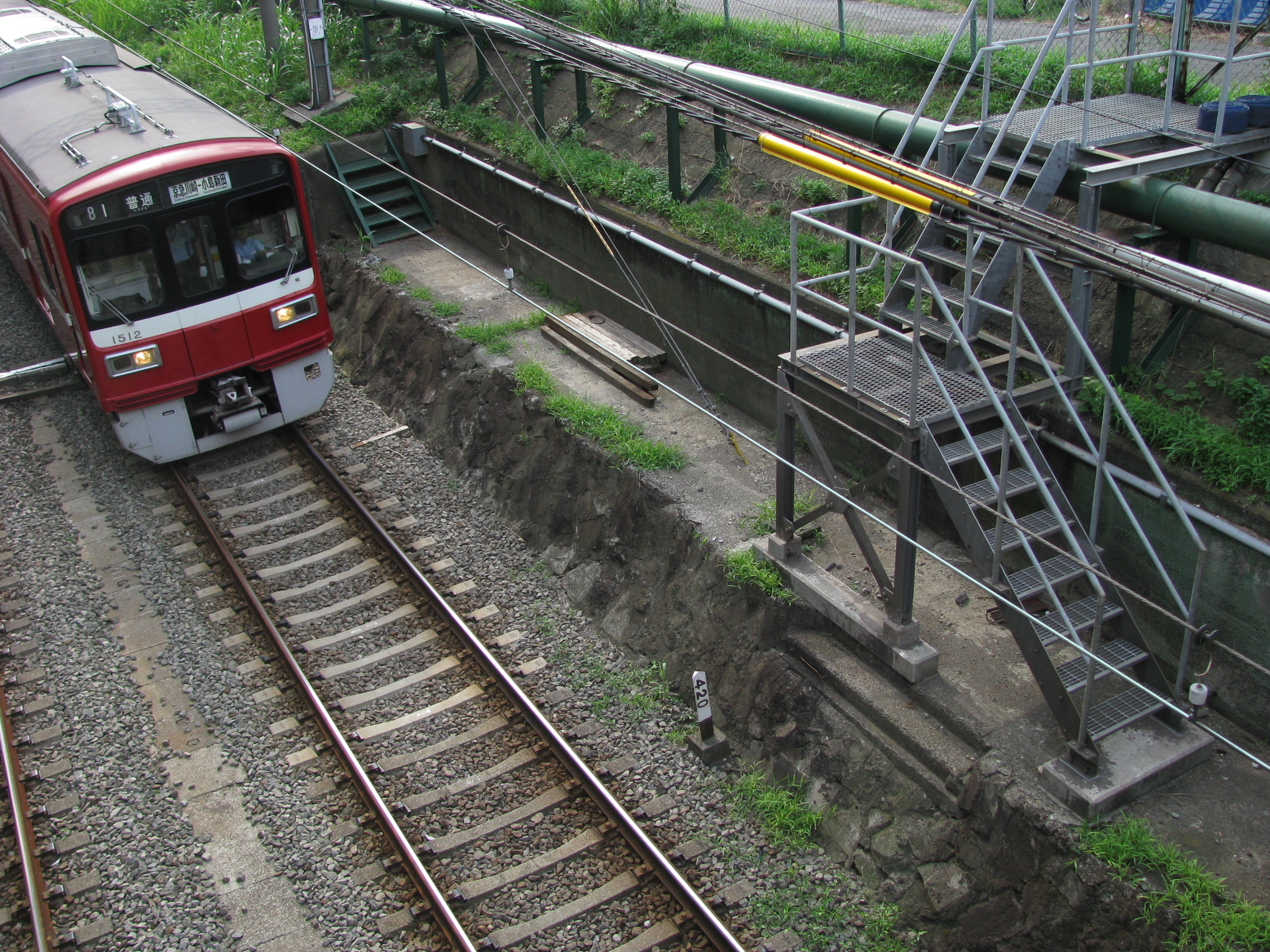
堤防側の下り線
（2011年7月24日）

相対式の2面2線の、ともにほぼ同じ長さのコンクリートでできた短いホームの様なものが確認できる。しかし、堤防の護岸工事などによって、周囲は当時のものがほとんど確認できない。付近の道は、堤防側の道にやや高い防護柵があって、線路側に入れないようになっている。防護柵の内側には、多摩川の堤防の方から入るための非常用の階段や、ホームから線路内へ続く小さな階段が取り付けられている。　

## 歴史
- 1899年（明治32年）1月21日 - 大師電気鉄道の川崎駅（初代）として開業。
- 1902年（明治35年）9月1日 - 六郷橋駅に改称。
- 1926年（大正15年）12月25日 - 京浜国道（現・国道15号）の改築に伴い、大師線の経路が変更となり新線上に移転。
- 1945年（昭和20年）9月1日 - 付近での戦災の被害が激しいため、休止となる[1]。
- 1949年（昭和24年）6月1日 - 休止期間中に支障がなく、付近復旧の見込みもないため、廃止となる[1]。

## 隣の駅
京浜急行電鉄
大師線
京急川崎駅 - 六郷橋駅 - 港町駅